# 顧其言
顾其言（？—？），字公綸，號介石（介菴），南直隶松江府金山卫籍，上海县人，居所城前，明末清初官员。

## 生平
崇祯十二年（1639年）己卯科山西乡试舉人，崇禎十三年（1640年）聯捷庚辰科進士，大理寺观政，本年授廣東香山县知县，署顺德县。在任期间，流寇震韶州、连州，群情煽乱，贼人駕百余艘船出入香山、顺德间钞掠，其言諜知围城期，暗中部署，谓父老曰：贼攻城，必先窥城，窥城者某也，出其不意擒之，贼不敢动矣。某盖指大侠梁硕卿，贼奉为渠帅者也，果就缚城下，乃引兵疾驰至古镇，民皆甲而出，其言曰：今日欲得者何礼孟诸人也，余无恐。民大喜，释戈缚其魁以献。复引兵趋旗纛澳，贼方声援顺德，不虞卒至，悉惊窜，斩获五百人，贼遂平。是役也，其言廉贼姓名，疏记之，故就勠无一枉者。因功提拔为工科给事中，因母亲去世而去职。
入清，以荐补陕西布政司都事，不久乞休，卒年七十八。

## 家族
子五人：次顧昌時，聖階，中順治甲午江南鄉試，授中書舍人；季顧昌祚，受周，中康熙己酉順天鄉試。其餘子孫，俱入邑庠，或游太學。